# Ē̆
Ē̆ (minuscule : ē̆), appelé E macron brève, est une lettre latine utilisée en linguistique historique notamment dans la romanisation de l’écriture du sogdien, ou dans l’étude du vieil anglais.
Il s’agit de la lettre E diacritée d’un macron et d’un brève.

## Utilisation
Le ē̆ est utilisé dans l’étude du vieil anglais pour noter une voyelle e longue ou courte.

## Représentations informatiques
Le E macron brève peut être représenté avec les caractères Unicode suivants : 
- composé et normalisé NFC (latin étendu A, diacritiques) :

| formes    | représentations | chaînes de caractères | points de code | descriptions                                       |
| --------- | --------------- | --------------------- | -------------- | -------------------------------------------------- |
| capitale  | Ē̆               | Ē◌̆                    | U+0112 U+0306  | lettre majuscule latine e macron diacritique brève |
| minuscule | ē̆               | ē◌̆                    | U+0113 U+0306  | lettre minuscule latine e macron diacritique brève |

- décomposé et normalisé NFD (latin de base, diacritiques) :

| formes    | représentations | chaînes de caractères | points de code       | descriptions                                                   |
| --------- | --------------- | --------------------- | -------------------- | -------------------------------------------------------------- |
| capitale  | Ē̆               | E◌̄◌̆                   | U+0045 U+0304 U+0306 | lettre majuscule latine e diacritique macron diacritique brève |
| minuscule | ē̆               | e◌̄◌̆                   | U+0065 U+0304 U+0306 | lettre minuscule latine e diacritique macron diacritique brève |